# Путунхуа

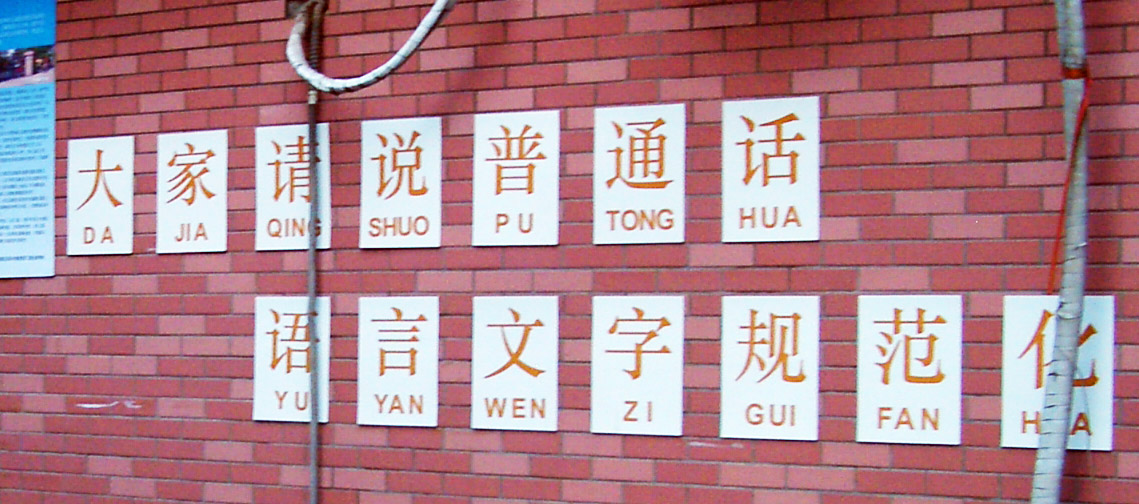
Лозунг во дворе детского сада в старой части Шанхая (где дети говорят на шанхайском диалекте языка у): 大家请说普通话，语言文字规范化 — «Пожалуйста, говорите на путунхуа, стандартизируйте язык и письмо»

Путунхуа́ (кит. трад. 普通話, упр. 普通话, пиньинь Pǔtōnghuà) — официальный язык в Китайской Народной Республике. Его аналоги (с незначительными отличиями) на Тайване называется гоюй, в Сингапуре — хуаюй.
Фонетика и лексика путунхуа основана на произношении пекинского диалекта севернокитайского языка. Грамматика путунхуа сложилась на основе ряда классических литературных произведений, прежде всего четырёх классических романов, написанных на севернокитайском языке.

## Название
Термин путунхуа (буквально — «обычный язык; общий язык») был создан в КНР после её создания в 1949 году. Официальный язык Китайской Республики (как на материке до 1949 года, так и ныне на Тайване) носил название гоюй («государственный язык»).
В литературе западных стран путунхуа обычно называют Mandarin («мандаринский»), однако в западной научной среде этим термином принято обозначать весь севернокитайский язык. Для большей точности на Западе используют термин Standard Mandarin, который соответствует совокупности всех его стандартных — путунхуа, гоюй и хуаюй. Калька с этого названия — «мандарин» или «мандаринский язык» — иногда употребляется академическим и экспертным сообществом России и СССР, встречается в некоторых СМИ. Например: «[БиБиСи прекращает] радиовещание на украинском, азербайджанском, турецком, вьетнамском и китайском (мандарин) языках».

## Сфера употребления
Путунхуа используется на всей территории Китая в качестве государственного языка и языка межэтнического общения народов Китая. Он используется во всех сферах жизни КНР, является одним из официальных языков ООН.
Политика распространения путунхуа в районах распространения других китайских языков оговаривается в Конституции КНР 1982 года, однако его распространение происходит довольно медленно. Так, несмотря на повсеместное употребление путунхуа на радио и телевидении, по данным официального обследования 2004 года, только 53 % населения КНР могут объясняться на путунхуа; 18 % говорят на нём дома; 42 % используют на учёбе и на работе[обновить данные].
Для определения степени владения путунхуа с 1994 года в КНР был введён Экзамен на уровень владения путунхуа (кит. упр. 普通话水平测试, пиньинь pǔtōnghuà shuǐpíng cèshì (PSC)), который быстро приобрёл популярность по мере всё нарастающей урбанизации Китая. Существует несколько уровней владения путунхуа, присваиваемых после прохождения экзамена:
- 1-A (кит. упр. 一级甲等, пиньинь yījí jiǎděng; количество ошибок: менее 3 %) — часто считается, что им владеют урождённые пекинцы; среди остальных китайцев этот уровень довольно редок — так, согласно исследованию, проведённому в 2003 году Национальным рабочим комитетом по языку и письменности (кит. упр. 国家语言文字工作委员会), по крупным городам этот уровень показали: в Пекине — 90 %, Тяньцзине — 25 %, Сиане — 12 %, Даляне — 10 %, Шанхае — 3 %, Нанкине — 2 %, Чэнду — 1 %, Гуанчжоу — 0,5 %;
- 1-B (количество ошибок: менее 8 %) — необходим для работы корреспондентом на телевидении или радио;
- 2-A (количество ошибок: менее 13 %) — необходим для работы учителем китайской литературы в общеобразовательной школе;
- 2-B (количество ошибок: менее 20 %);
- 3-A (количество ошибок: менее 30 %);
- 3-B (количество ошибок: менее 40 %) — этот уровень смогли пройти лишь 53 % населения Китая (около 700 млн человек) согласно первому исследованию владения языков в КНР, проведённому в декабре 2004 года[9]; для жителя Китая, не владеющего севернокитайским языком (любым его диалектом), даже для достижения этого уровня необходимо специальное обучение.

Тем не менее, многие китайцы способны в той или иной степени понимать путунхуа, даже не будучи в состоянии на нём говорить.

## Типологические параметры

### Тип (степень свободы) выражения грамматических значений
Типичная словоформа в путунхуа состоит из 1-2 морфем, несущих только лексическое значение, а грамматические значения выражаются аналитически, то есть с помощью служебных слов. Характерный для путунхуа способ выражения грамматического значения — с помощью фразовых частиц, в которых часто выражаются морфологические или синтаксические значения.

### Характер границы между морфемами
Путунхуа — изолирующий язык (словоизменительные морфемы почти не используются), хотя есть случаи агглютинативной аффиксации и даже контактных изменений между морфемами, например:
- фонетические: определённые комбинации в двухсложных словах регулярно получают тоновые преобразования (например, при комбинации двух слогов с нисходяще-восходящим тоном тон первого меняется на восходящий);
- при суффиксации (например, с т. н. «ретрофлексным суффиксом» -er) могут происходить фузионные явления:

| niǎo + er | niǎor | «Птица»   |
| gēn + er  | gēr   | «Корень»  |
| guǐ + er  | guǐr  | «Призрак» |

- Слова с историческими суффиксами -zi и -tou опускают эти суффиксы при присоединении к другим, однако без суффиксов эти морфемы не составляют слова:

| mùtou *mù но: mù — bǎn mù — tàn            | «Дерево» «Деревянная доска» «Древесный угол»                    |
| háizi *hái но: xiǎo — hái nǚ — hái         | «Ребёнок» «Маленький ребёнок» «Ребёнок женского пола = девочка» |
| xiézi *xié но: pí — xié bù — xié tuō — xié | «Ботинок» «Кожаный ботинок» «Суконный ботинок» «Снимать обувь»  |

### Локус маркирования в посессивной именной группе и предикации
В предикации нет маркирования вершины и зависимого:
| 我                   | 说       | 俄      | 语   |
| wǒ                   | shuō     | é       | yǔ   |
| я                    | говорить | русский | язык |
| «Я говорю по-русски» |          |         |      |

В посессивной именной группе наблюдается зависимостное маркирование: показатель (частица de 的, которая регулярно используется для грамматического оформления определений в именных группах) присоединяется к зависимому члену именной группы:
| 妈妈          | 的                     | 裙子  |
| māmā          | de                     | qúnzi |
| Мама          | притяжательная частица | юбка  |
| «мамина юбка» |                        |       |

| 这                       | 条            | 裙子  | 是            | 妈妈 | 的                     |
| zhè                      | tiáo          | qúnzi | shì           | māmā | de                     |
| указательное местоимение | счётное слово | юбка  | глагол-связка | мама | притяжательная частица |
| «Эта юбка мамина»        |               |       |               |      |                        |

При выражении близкородственных отношений частица de 的 опускается:
| 我         | 妈妈 |
| ---------- | ---- |
| wǒ         | māmā |
| я          | мама |
| «моя мама» |      |

### Тип ролевой кодировки
У существительных не маркируются семантические и синтаксические роли, поэтому ролевая кодировка нейтральная:
| 狗                      | 追上      | 猫    |
| gǒu                     | zhuīshàng | māo   |
| собака                  | догонять  | кошка |
| «Собака догоняет кошку» |           |       |

### Базовый порядок слов
Базовый порядок слов — SVO.
Для второстепенных членов предложения в путунхуа закреплён строгий порядок слов:
| Субъект + время + образ действия + место + инструмент + адресат + глагол [+ объект] + длительность |

Порядок слов привязан не столько к грамматическим или синтаксическим характеристикам второстепенных членов, сколько к их семантике:
| Субъект                                                                         | Время      | Образ действия    | Место                 | Инструмент | Адресат    | Глагол [+ объект]   | Длительность    |
| ------------------------------------------------------------------------------- | ---------- | ----------------- | --------------------- | ---------- | ---------- | ------------------- | --------------- |
| 警察                                                                            | 那天       | 不停地            | 在警察局              | -          | 对他       | 审问了              | 几个小时        |
| jǐngchá                                                                         | nèitiān    | bù tíng de        | zài jǐngchá jú        | -          | duì tā     | shěnwèn le          | jǐ gè xiǎoshí   |
| полицейский                                                                     | в тот день | не останавливаясь | в полицейском участке | -          | он-АДРЕСАТ | допрашивать-ПЕРФЕКТ | Несколько часов |
| «В тот день полицейский без остановки допрашивал его в участке несколько часов» |            |                   |                       |            |            |                     |                 |

## Языковые особенности

### Графические
Путунхуа записывается китайским письмом. Существует система романизации для путунхуа — пиньинь, а также система транскрипции севернокитайского языка на русский — система Палладия.

### Фонологические

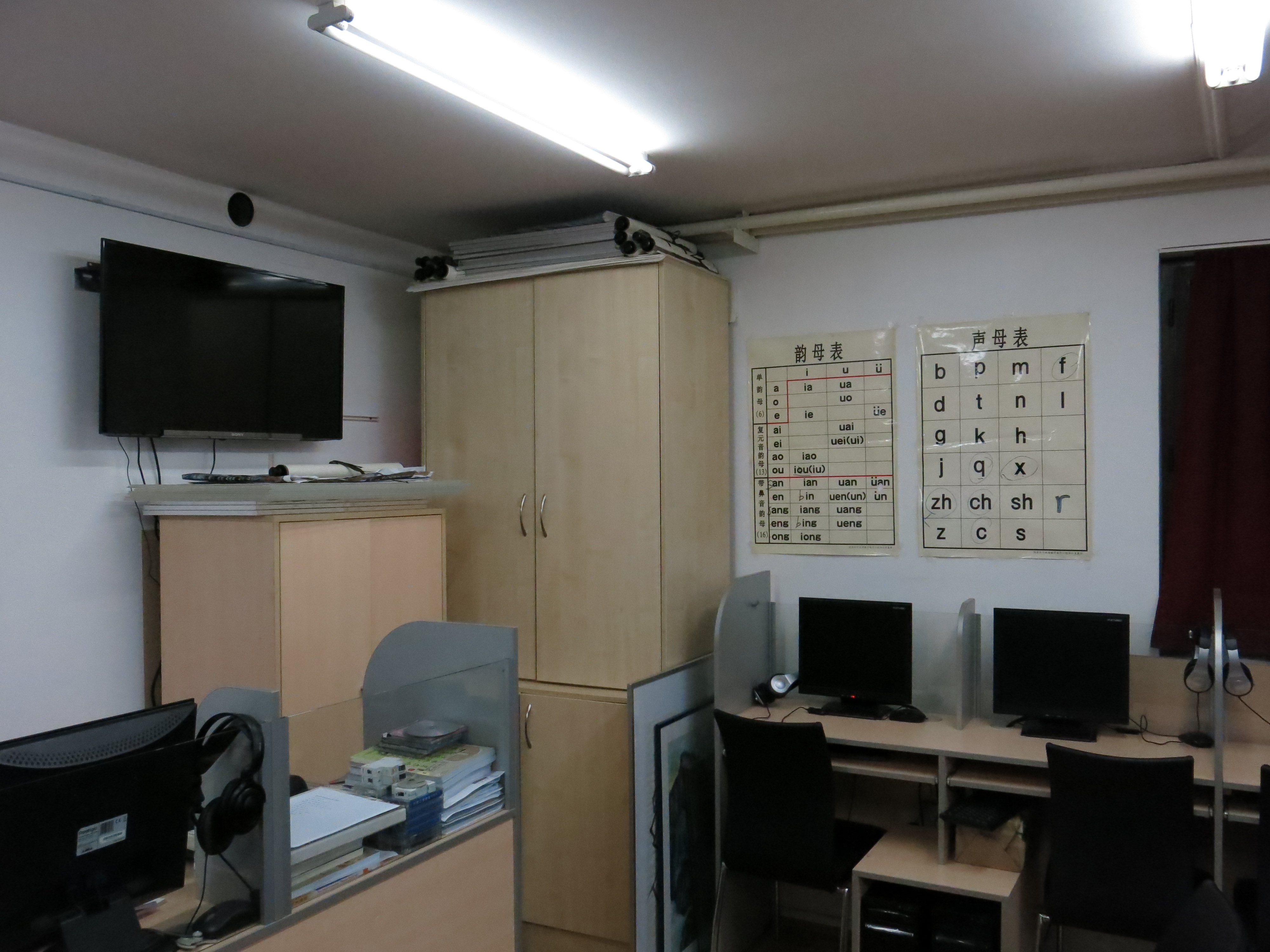
На белом фоне — таблица финалей (слева) и таблица инициалей (справа). Институт Конфуция в Белграде

Путунхуа — изолирующий тоновый язык. Согласные и гласные образуют ограниченное количество тонированных слогов постоянного состава (без учёта тона в путунхуа имеется всего 414 различных слогов, а с учётом тонов — 1324). Помимо тона, слог имеет инициаль (кит. упр. 声母) и после неё — финаль (кит. упр. 韵母), например, в слове 狗 (gǒu) инициаль — g, финаль — ou. Если слог начинается с гласной, то его инициаль — нулевая (кит. упр. 零声母). Каждый слог в слове, как правило, является морфемой (редкие исключения составляют слоги в составе этимологически нечленимых слов). При этом морфем, которые фонологически были бы меньше слога, в путунхуа нет (исключение составляет суффикс 儿 er, который собственного слога не образует).
В путунхуа, в зависимости от характера изменения частоты основного голосового тона во времени, различают 4 тона: 1-й (ровный), 2-й (восходящий), 3-й (нисходяще-восходящий) и 4-й (нисходящий) тоны (в практике преподавания путунхуа в российских школах их иногда называют напевной, спрашивающей, довольной и ругательной интонациями). Тон выступает как одно из основных различительных звуковых средств, позволяющих различать лексические значения. Примеры: 失 shī («терять») — 十 shí («десять») — 史 shǐ («история») — 事 shì («дело»); 妈 mā («мать») — 麻 má («конопля») — 马 mǎ («лошадь») — 骂 mà («ругать»).
Статистические исследования показали, что функциональная «нагрузка» тонов в путунхуа примерно столь же высока, что и у гласных.
Для путунхуа характерны комбинаторные преобразования тонов, происходящие в ходе словообразования при сочетании слогов с определённым тоном: тоны могут изменяться или нейтрализовываться. Такие преобразования могут носить как регулярный, так и нерегулярный характер. Так, слог 一 yī «один» в изолированном положении произносится под 1-м тоном, но в словосочетании перед слогами 1-го, 2-го или 3-го тона он произносится под 4-м тоном (например, 一 yī + 年 nián переходит в yìnián), а перед слогом 4-го тона — под 2-м (например, 一 yī + 定 dìng переходит в yídìng).

### Морфологические
Если в древнекитайском языке слова в подавляющем большинстве были односложными, то в современных китайских языках, включая путунхуа, многосложные слова доминируют над односложными (75,4 % и 24,6 %, соответственно); при этом около 85 % многосложных слов состоят из двух слогов, так что преобладает двухморфемная форма слова. Односложное слово (называемое также простым словом) представляет собой первичную лексическую единицу и имеет в своём составе только одну морфему. Основным способом словообразования является словосложение (например, 屏 píng «заслонять» + 風 fēng «ветер» даёт 屏風 píngfēng «ширма, экран»); наряду с ним распространены аффиксация (относительно немногочисленные аффиксы имеют агглютинативный характер) и конверсия. Часть восходящих к древнекитайскому языку односложных слов употребляется лишь в качестве компонент многосложных слов.
Словоизменение в путунхуа развито слабо и представлено в основном глагольными видовыми суффиксами. Существительные и личные местоимения имеют форму коллективной множественности, образуемую при помощи суффикса 们 men, но для существительных эта форма имеет ограниченное употребление (может применяться для существительных, обозначающих людей, реже — животных и птиц).
Среди знаменательных частей речи в путунхуа выделяют существительное, прилагательное, числительное, местоимение, глагол и наречие; среди служебных слов — предлоги, послелоги, союзы, частицы, классификаторы, показатели членов предложения, нейтрализаторы предикативности. Особо рассматривают специальные лексические элементы и модальные слова. Эта классификация не является вполне общепринятой, и между представителями различных лингвистических традиций полного согласия нет.

### Синтаксические

#### Счётные слова
Особенность строения именной группы в путунхуа — наличие счётных слов, которые обязательно появляются перед существительным при соединении его с числительным, указательным местоимением или квантификатором (за исключением случаев, когда существительное обозначает меру чего-либо; такое существительное вполне может само выступать классификатором). Выбор классификатора определяется самим существительным, классификаторов в языке несколько десятков.
Виды классификаторов:
- счётные слова (меры длины, веса и пр.; собирательные (aggregate) — стопка, стадо; «контейнеры» — коробка, бутылка);
- абстрактные («несколько»);
- части тела (со значением типа «___, полное чего-то») и др.

Классификатор 個 (упр. 个) (gè) относится к именным группам, обозначающим людей, но в современном путунхуа ge движется к статусу универсального классификатора, и многие носители используют его для других именных групп, не относящихся к людям.

#### Топико-комментариевая структура
Одной из характерных черт синтаксиса путунхуа является то, что, помимо ряда традиционных синтаксических ролей (подлежащее, прямое дополнение и т. д.), в структуре предложения выделяются коммуникативные единицы — топик и комментарий.

#### Фразовые частицы
В путунхуа, как в целом в аналитических языках, широко используются частицы для выражения морфологических (например, глагольного вида), синтаксических (например, принадлежности — см. раздел «Локус маркирования в посессивной именной группе»), дискурсивных и других значений.
Среди частиц примечательны так называемые «оканчивающие предложение».